# شيرفين هاغشينو

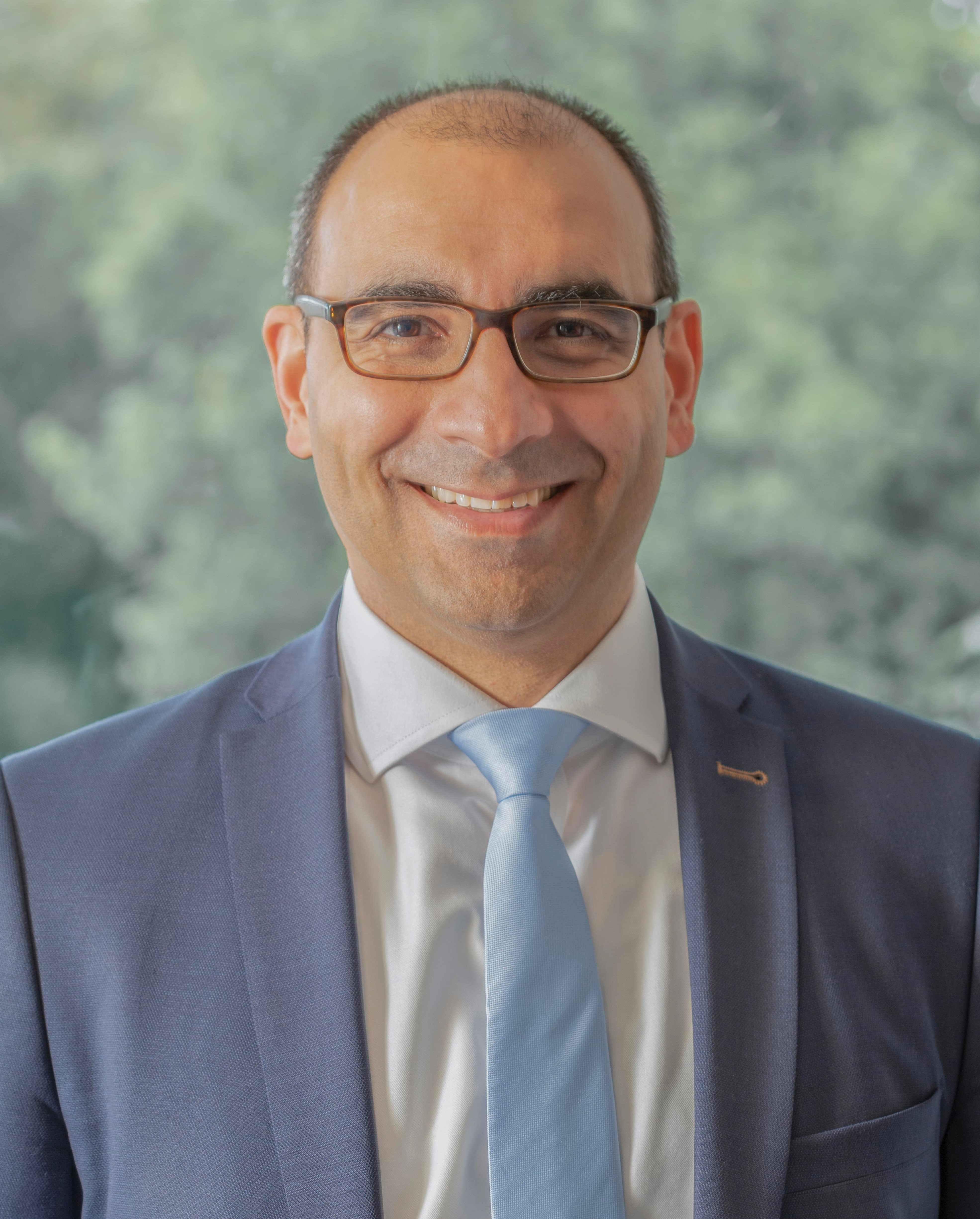
شيرفين هاغشينو (2020)

شيرفين هاغشينو (ولد عام 1975 في طهران، إيران) هو مهندس مدني واقتصادي وسياسي ألماني ينتمي إلى تحالف سارة فاجنكنشت. وهو أستاذ جامعي في معهد كارلسروه للتكنولوجيا (KIT) ويرأس معهد التكنولوجيا والإدارة في البناء كمدير إداري. منذ يناير 2024 يشغل منصب نائب رئيس تحالف سارة فاجنكنشت – حزب العقل والعدالة.

## حياته
ولد شيرفين في طهران عام 1975 ويعيش في ألمانيا منذ عام 1985.

## سياسة
وفقًا لتقرير صحيفة شبيجل الألمانية، صوت شيرفين لصالح حزب الاتحاد الديمقراطي المسيحي منذ حصوله على الجنسية قبل 25 عامًا. في صيف 2023، اتصل ب ـسارة فاجنكنشت لأول مرة وعرض دعمه. منذ 8 يناير 2024، شغل منصب نائب زعيم حزب تحالف سارة فاجنكنشت.